# Busca'm a París
Busca'm a París (títol original en anglès, Find Me in Paris) és una sèrie dramàtica de ciència i fantasia per a adolescents en anglès que es va estrenar el 14 d'abril de 2018 a Hulu, produïda per ZDF i Cottonwood Media. La sèrie es va gravar en locals de París, en zones com l'Òpera Garnier i l'Académie Royale de Musique. La segona temporada, que consta de 26 episodis, es va estrenar el 16 d'agost de 2019. El mateix any la sèrie es va renovar per a una tercera i última temporada, que es va estrenar el 21 d'agost de 2020. Busca'm a París està disponible en més de 130 països.
El 2022, es va anunciar una propera sèrie successora dels mateixos creadors i productors titulada Spellbound. La nova sèrie estaria ambientada a la mateixa ubicació de l'Escola de Ballet de l'Òpera de París, però amb un nou repartiment de personatges i un enfocament en la màgia més que no pas en els viatges en el temps.
Es va estrenar en català al web del canal SX3 el 20 de març de 2023.

## Repartiment

### Principal
- Jessica Lord com a Lena Grisky
- Hannah Dodd com a Thea Raphael (principal en les temporades 1-2; convidada en la temporada 3)
- Rory J. Saper com a Max Alvarez (temporades 1-2)
- Eubha Akilade com a Ines Le Breton
- Hiran Abeysekera com a Dash Khan (principal en la temporada 1; convidat en la temporada 2)
- Castle Rock com a Jeff Chase
- Christy O'Donnell com a Henri Duquet
- Chloe Fox com a Bree Girling (recurrent en les temporades 1-2, principal en la temporada 3)
- Caitlin-Rose Lacey com a Kennedy Mather (recurrent en les temporades 1-2, principal en la temporada 3)
- Terique Jarrett com a Isaac Portier (temporades 2-3)
- Seán Óg Cairns com a Frank (recurrent en les temporades 1-2, principal en la temporada 3)
- Audrey Hall com a Claudine Renault (recurrent en les temporades 1–2, principal en la temporada 3)
- Jake Swift com a Nico Michaels (temporada 3)
- Isabelle Allen com a Romy Jensen (temporada 3)

### Recurrent
- Lawrence Walker com a Pinky
- Luca Varsalona com a Clive
- Katherine Erhardy com a Gabrielle Carré
- Ingo Brosch com a Victor Duquet
- Chris Baltus com a Etienne (temporada 1)
- Javone Prince com a Oscar
  - Edward Kagutuzi com a Oscar de jove
- Rik Young com a Armando Castillo
- Elisa Doughty com la princesa Alexandra
- Sophie Airdien com a Francie Parks (temporada 1)
- Manuel Pacific com a Reuben Bello
- Rameet Rauli com a Alexa "Lex" Dosne (recurrent en la temporada 2; convidada en la temporada 3)
- Esther Lindebergh com a Jenna Bicks (temporades 2-3)
- Louis Davison com a Simon (temporada 3)
- Josh Burdett com a Jack Jensen (temporada 3)
- Kirsty Mitchell com a Quinn Michaels (temporada 3)

## Episodis
| Temporada | Temporada | Episodis | Episodis | Dates d’emissió    | Dates d’emissió      |
| Temporada | Temporada | Episodis | Episodis | Primera emissió    | Última emissió       |
| --------- | --------- | -------- | -------- | ------------------ | -------------------- |
|           | 1         | 26       | 26       | 14 d'abril de 2018 | 20 de juliol de 2018 |
|           | 2         | 26       | 26       | 16 d'agost de 2019 | 16 d'agost de 2019   |
|           | 3         | 26       | 26       | 21 d'agost de 2020 | 21 d'agost de 2020   |

### Temporada 1 (2018)
| Núm. total | Núm. de la temporada | Títol                                                           | Direcció    | Guió                             | Data d'emissió original | Data d'emissió a Catalunya    |
| ---------- | -------------------- | --------------------------------------------------------------- | ----------- | -------------------------------- | ----------------------- | ----------------------------- |
| 1          | 1                    | «Busca'm a París» «The Portal of the Opera»                     | Matt Bloom  | Jill Girling i Lori Mather-Welch | 14 d'abril de 2018      | 20 de març de 2023 (en línia) |
| 2          | 2                    | «Hip-hop al terrat» «Rooftop Hip-Hop»                           | Matt Bloom  | Jill Girling i Lori Mather-Welch | 14 d'abril de 2018      | 20 de març de 2023 (en línia) |
| 3          | 3                    | «Junts un altre cop» «Together Again»                           | Matt Bloom  | Jill Girling i Lori Mather-Welch | 14 d'abril de 2018      | 20 de març de 2023 (en línia) |
| 4          | 4                    | «Ballar i prou» «Just Dance»                                    | Matt Bloom  | Jill Girling i Lori Mather-Welch | 21 d'abril de 2018      | 20 de març de 2023 (en línia) |
| 5          | 5                    | «Teràpia de sinceritat» «Pineapple Therapy»                     | Matt Bloom  | Jill Girling i Lori Mather-Welch | 21 d'abril de 2018      | 20 de març de 2023 (en línia) |
| 6          | 6                    | «La batalla dels tutús» «Battle of the Tutus»                   | Matt Bloom  | Jill Girling i Lori Mather-Welch | 28 d'abril de 2018      | 20 de març de 2023 (en línia) |
| 7          | 7                    | «La maledicció de la fada» «Curse of the Fairy»                 | Matt Bloom  | Jill Girling i Lori Mather-Welch | 28 d'abril de 2018      | 20 de març de 2023 (en línia) |
| 8          | 8                    | «Cabrioles, giravoltes i parelles» «Twirls, Spins, and Dobles»  | Matt Bloom  | Jill Girling i Lori Mather-Welch | 5 de maig de 2018       | 20 de març de 2023 (en línia) |
| 9          | 9                    | «Falses íntimes» «Faux Besties»                                 | Matt Bloom  | Jill Girling i Lori Mather-Welch | 5 de maig de 2018       | 20 de març de 2023 (en línia) |
| 10         | 10                   | «Una pedra a la sabata» «A Pain in the Bun»                     | Matt Bloom  | Jill Girling i Lori Mather-Welch | 12 de maig de 2018      | 20 de març de 2023 (en línia) |
| 11         | 11                   | «El que passa sota la Garnier» «What Happens Under the Garnier» | Matt Bloom  | Jill Girling i Lori Mather-Welch | 19 de maig de 2018      | 20 de març de 2023 (en línia) |
| 12         | 12                   | «El mètode calma» «The Chill Method»                            | Matt Bloom  | Jill Girling i Lori Mather-Welch | 19 de maig de 2018      | 20 de març de 2023 (en línia) |
| 13         | 13                   | «Desaparegut» «Gone»                                            | Matt Bloom  | Jill Girling i Lori Mather-Welch | 20 de juliol de 2018    | 20 de març de 2023 (en línia) |
| 14         | 14                   | «L'hora de pagar els plats trencats» «Time to Face the Music»   | R.T. Thorne | Jill Girling i Lori Mather-Welch | 20 de juliol de 2018    | 20 de març de 2023 (en línia) |
| 15         | 15                   | «Entre els maons» «Between the Bricks»                          | R.T. Thorne | Jill Girling i Lori Mather-Welch | 20 de juliol de 2018    | 20 de març de 2023 (en línia) |
| 16         | 16                   | «Hip-hop d'alt risc» «High-Stakes Hip-Hop»                      | R.T. Thorne | Jill Girling i Lori Mather-Welch | 20 de juliol de 2018    | 20 de març de 2023 (en línia) |
| 17         | 17                   | «De punta com les sabatilles de ballet» «A Slippery Pointe»     | R.T. Thorne | Jill Girling i Lori Mather-Welch | 20 de juliol de 2018    | 20 de març de 2023 (en línia) |
| 18         | 18                   | «Ai, germà» «Oh Brother»                                        | R.T. Thorne | Jill Girling i Lori Mather-Welch | 20 de juliol de 2018    | 20 de març de 2023 (en línia) |
| 19         | 19                   | «Ve de família» «Running in the Family»                         | R.T. Thorne | Jill Girling i Lori Mather-Welch | 20 de juliol de 2018    | 20 de març de 2023 (en línia) |
| 20         | 20                   | «Secrets i sabatilles de ballet» «Secrets and Pointes»          | R.T. Thorne | Jill Girling i Lori Mather-Welch | 20 de juliol de 2018    | 20 de març de 2023 (en línia) |
| 21         | 21                   | «A.M.O.R.» «L.O.V.E.»                                           | R.T. Thorne | Jill Girling i Lori Mather-Welch | 20 de juliol de 2018    | 20 de març de 2023 (en línia) |
| 22         | 22                   | «Ho saben» «They Know»                                          | R.T. Thorne | Jill Girling i Lori Mather-Welch | 20 de juliol de 2018    | 20 de març de 2023 (en línia) |
| 23         | 23                   | «Mentides entrellaçades» «Spinning Lies»                        | R.T. Thorne | Jill Girling i Lori Mather-Welch | 20 de juliol de 2018    | 24 de març de 2023 (en línia) |
| 24         | 24                   | «Balla fins que caiguis rendit» «Dance 'till You Drop»          | R.T. Thorne | Jill Girling i Lori Mather-Welch | 20 de juliol de 2018    | 24 de març de 2023 (en línia) |
| 25         | 25                   | «Un joc perillós» «A Dangerous Game»                            | R.T. Thorne | Jill Girling i Lori Mather-Welch | 20 de juliol de 2018    | 24 de març de 2023 (en línia) |
| 26         | 26                   | «Que comenci l'espectacle» «Showtime»                           | R.T. Thorne | Jill Girling i Lori Mather-Welch | 20 de juliol de 2018    | 24 de març de 2023 (en línia) |

### Temporada 2 (2019)
| Núm. total | Núm. de la temporada | Títol                                                        | Direcció                | Guió                                             | Data d'emissió original | Data d'emissió a Catalunya      |
| ---------- | -------------------- | ------------------------------------------------------------ | ----------------------- | ------------------------------------------------ | ----------------------- | ------------------------------- |
| 27         | 1                    | «Uns instants més tard» «Moments Later»                      | Rob Burke i Ronan Burke | Jill Girling, Spencer Levine i Lori Mather-Welch | 16 d'agost de 2019      | 14 de juliol de 2023 (en línia) |
| 28         | 2                    | «Any nou, normes noves» «New Year, New Rules»                | Rob Burke i Ronan Burke | Jill Girling, Spencer Levine i Lori Mather-Welch | 16 d'agost de 2019      | 14 de juliol de 2023 (en línia) |
| 29         | 3                    | «Fora de lloc» «Out of Place»                                | Rob Burke i Ronan Burke | Jill Girling, Spencer Levine i Lori Mather-Welch | 16 d'agost de 2019      | 14 de juliol de 2023 (en línia) |
| 30         | 4                    | «Costi el que costi» «Whatever It Takes»                     | Rob Burke i Ronan Burke | Jill Girling, Spencer Levine i Lori Mather-Welch | 16 d'agost de 2019      | 14 de juliol de 2023 (en línia) |
| 31         | 5                    | «Comença la partida» «Game On»                               | Rob Burke i Ronan Burke | Jill Girling, Spencer Levine i Lori Mather-Welch | 16 d'agost de 2019      | 14 de juliol de 2023 (en línia) |
| 32         | 6                    | «Aliats inesperats» «Unexpected Allies»                      | Rob Burke i Ronan Burke | Jill Girling, Spencer Levine i Lori Mather-Welch | 16 d'agost de 2019      | 14 de juliol de 2023 (en línia) |
| 33         | 7                    | «Pels pèls» «Close Call»                                     | Rob Burke i Ronan Burke | Jill Girling, Spencer Levine i Lori Mather-Welch | 16 d'agost de 2019      | 14 de juliol de 2023 (en línia) |
| 34         | 8                    | «Molta merda» «Break a Leg»                                  | Rob Burke i Ronan Burke | Jill Girling, Spencer Levine i Lori Mather-Welch | 16 d'agost de 2019      | 14 de juliol de 2023 (en línia) |
| 35         | 9                    | «Endevina qui ha tornat» «Guess Who's Back»                  | Rob Burke i Ronan Burke | Jill Girling, Spencer Levine i Lori Mather-Welch | 16 d'agost de 2019      | 14 de juliol de 2023 (en línia) |
| 36         | 10                   | «Cares noves al blok» «New Kids On the BLOK»                 | Rob Burke i Ronan Burke | Jill Girling, Spencer Levine i Lori Mather-Welch | 16 d'agost de 2019      | 14 de juliol de 2023 (en línia) |
| 37         | 11                   | «Lluita pel poder» «The Takeover»                            | Rob Burke i Ronan Burke | Jill Girling, Spencer Levine i Lori Mather-Welch | 16 d'agost de 2019      | 14 de juliol de 2023 (en línia) |
| 38         | 12                   | «Un duel de ballet» «Ballet Off»                             | Rob Burke i Ronan Burke | Jill Girling, Spencer Levine i Lori Mather-Welch | 16 d'agost de 2019      | 14 de juliol de 2023 (en línia) |
| 39         | 13                   | «No es pot vèncer l'elit» «Can't Beat the Elite»             | Rob Burke i Ronan Burke | Jill Girling, Spencer Levine i Lori Mather-Welch | 16 d'agost de 2019      | 14 de juliol de 2023 (en línia) |
| 40         | 14                   | «Fugitives» «On the Run»                                     | Matt Bloom              | Jill Girling, Spencer Levine i Lori Mather-Welch | 16 d'agost de 2019      | 14 de juliol de 2023 (en línia) |
| 41         | 15                   | «Els testos s'assemblen a les olles» «Like Father, Like Son» | Matt Bloom              | Jill Girling, Spencer Levine i Lori Mather-Welch | 16 d'agost de 2019      | 14 de juliol de 2023 (en línia) |
| 42         | 16                   | «Escampa l'amor» «Spread the Love»                           | Matt Bloom              | Jill Girling, Spencer Levine i Lori Mather-Welch | 16 d'agost de 2019      | 14 de juliol de 2023 (en línia) |
| 43         | 17                   | «Qui mana ara?» «Who's the Boss?»                            | Matt Bloom              | Jill Girling, Spencer Levine i Lori Mather-Welch | 16 d'agost de 2019      | 14 de juliol de 2023 (en línia) |
| 44         | 18                   | «La colla de les ments privilegiades» «The Brainy Bunch»     | Matt Bloom              | Jill Girling, Spencer Levine i Lori Mather-Welch | 16 d'agost de 2019      | 14 de juliol de 2023 (en línia) |
| 45         | 19                   | «Sabotatge» «Sabotage»                                       | Matt Bloom              | Jill Girling, Spencer Levine i Lori Mather-Welch | 16 d'agost de 2019      | 14 de juliol de 2023 (en línia) |
| 46         | 20                   | «La princesa misteriosa» «Mystery Princess»                  | Matt Bloom              | Jill Girling, Spencer Levine i Lori Mather-Welch | 16 d'agost de 2019      | 14 de juliol de 2023 (en línia) |
| 47         | 21                   | «Un salt cap al futur» «Flash Forward»                       | Matt Bloom              | Amy Benham, Jill Girling i Lori Mather-Welch     | 16 d'agost de 2019      | 14 de juliol de 2023 (en línia) |
| 48         | 22                   | «Motí a la Garnier» «Mutiny at the Garnier»                  | Matt Bloom              | Jill Girling, Spencer Levine i Lori Mather-Welch | 16 d'agost de 2019      | 14 de juliol de 2023 (en línia) |
| 49         | 23                   | «Objectes perduts» «Lost and Found»                          | Matt Bloom              | Jill Girling, Spencer Levine i Lori Mather-Welch | 16 d'agost de 2019      | 14 de juliol de 2023 (en línia) |
| 50         | 24                   | «Una última oportunitat» «One Last Chance»                   | Matt Bloom              | Jill Girling, Spencer Levine i Lori Mather-Welch | 16 d'agost de 2019      | 14 de juliol de 2023 (en línia) |
| 51         | 25                   | «Ho sap» «He Knows»                                          | Matt Bloom              | Jill Girling, Spencer Levine i Lori Mather-Welch | 16 d'agost de 2019      | 14 de juliol de 2023 (en línia) |
| 52         | 26                   | «Tornada a casa» «Going Home»                                | Matt Bloom              | Jill Girling, Spencer Levine i Lori Mather-Welch | 16 d'agost de 2019      | 14 de juliol de 2023 (en línia) |

### Temporada 3 (2020)
| Núm. total | Núm. de la temporada | Títol                                                        | Direcció                | Guió                                             | Data d'emissió original | Data d'emissió a Catalunya      |
| ---------- | -------------------- | ------------------------------------------------------------ | ----------------------- | ------------------------------------------------ | ----------------------- | ------------------------------- |
| 53         | 1                    | «Això és el 1983» «This is 1983»                             | Matt Bloom              | Jill Girling, Spencer Levine i Lori Mather-Welch | 21 d'agost de 2020      | 11 d'octubre de 2023 (en línia) |
| 54         | 2                    | «El futur de la dansa» «The Future of Dance»                 | Matt Bloom              | Jill Girling, Spencer Levine i Lori Mather-Welch | 21 d'agost de 2020      | 11 d'octubre de 2023 (en línia) |
| 55         | 3                    | «Feu parelles» «Pair Up»                                     | Matt Bloom              | Jill Girling, Spencer Levine i Lori Mather-Welch | 21 d'agost de 2020      | 11 d'octubre de 2023 (en línia) |
| 56         | 4                    | «Problemes al paradís» «Trouble in Paradise»                 | Matt Bloom              | Jill Girling, Spencer Levine i Lori Mather-Welch | 21 d'agost de 2020      | 11 d'octubre de 2023 (en línia) |
| 57         | 5                    | «La noia nova» «The New Girl»                                | Matt Bloom              | Jill Girling, Spencer Levine i Lori Mather-Welch | 21 d'agost de 2020      | 11 d'octubre de 2023 (en línia) |
| 58         | 6                    | «Un passeig pel carrer dels records» «Trip Down Memory Lane» | Matt Bloom              | Jill Girling, Spencer Levine i Lori Mather-Welch | 21 d'agost de 2020      | 11 d'octubre de 2023 (en línia) |
| 59         | 7                    | «Portes que es tanquen de cop» «Slamming Doors»              | Rob Burke i Ronan Burke | Jill Girling, Spencer Levine i Lori Mather-Welch | 21 d'agost de 2020      | 11 d'octubre de 2023 (en línia) |
| 60         | 8                    | «El petó màgic» «Magic Kiss»                                 | Rob Burke i Ronan Burke | Jill Girling, Spencer Levine i Lori Mather-Welch | 21 d'agost de 2020      | 11 d'octubre de 2023 (en línia) |
| 61         | 9                    | «Velles amigues» «Old Friends»                               | Rob Burke i Ronan Burke | Jill Girling, Spencer Levine i Lori Mather-Welch | 21 d'agost de 2020      | 11 d'octubre de 2023 (en línia) |
| 62         | 10                   | «A la corda fluixa» «Down to the Wire»                       | Rob Burke i Ronan Burke | Jill Girling, Spencer Levine i Lori Mather-Welch | 21 d'agost de 2020      | 11 d'octubre de 2023 (en línia) |
| 63         | 11                   | «Trobada familiar» «Family Reunion»                          | Rob Burke i Ronan Burke | Jill Girling, Spencer Levine i Lori Mather-Welch | 21 d'agost de 2020      | 11 d'octubre de 2023 (en línia) |
| 64         | 12                   | «El Trencanous» «The Nutcracker»                             | Rob Burke i Ronan Burke | Jill Girling, Spencer Levine i Lori Mather-Welch | 21 d'agost de 2020      | 11 d'octubre de 2023 (en línia) |
| 65         | 13                   | «Quatre hereus» «Four Heirs»                                 | Matt Bloom              | Jill Girling, Spencer Levine i Lori Mather-Welch | 21 d'agost de 2020      | 11 d'octubre de 2023 (en línia) |
| 66         | 14                   | «El tracte» «The Deal»                                       | Matt Bloom              | Jill Girling, Spencer Levine i Lori Mather-Welch | 21 d'agost de 2020      | 11 d'octubre de 2023 (en línia) |
| 67         | 15                   | «Esteu tots fora» «You're All Out»                           | Matt Bloom              | Jill Girling, Spencer Levine i Lori Mather-Welch | 21 d'agost de 2020      | 11 d'octubre de 2023 (en línia) |
| 68         | 16                   | «Operació Armando» «Operation Armando»                       | Matt Bloom              | Jill Girling, Spencer Levine i Lori Mather-Welch | 21 d'agost de 2020      | 11 d'octubre de 2023 (en línia) |
| 69         | 17                   | «I si..?» «What If»                                          | Matt Bloom              | Jill Girling, Spencer Levine i Lori Mather-Welch | 21 d'agost de 2020      | 11 d'octubre de 2023 (en línia) |
| 70         | 18                   | «Qui té talent?» «Who's Got Talent»                          | Matt Bloom              | Jill Girling i Spencer Levine                    | 21 d'agost de 2020      | 11 d'octubre de 2023 (en línia) |
| 71         | 19                   | «Només els millors» «Only the Best»                          | Matt Bloom              | Jill Girling, Spencer Levine i Lori Mather-Welch | 21 d'agost de 2020      | 11 d'octubre de 2023 (en línia) |
| 72         | 20                   | «Missió rescat» «Rescue Mission»                             | Rob Burke i Ronan Burke | Jill Girling, Spencer Levine i Lori Mather-Welch | 21 d'agost de 2020      | 11 d'octubre de 2023 (en línia) |
| 73         | 21                   | «Vídeo clandestí» «Video Undercover»                         | Rob Burke i Ronan Burke | Jill Girling, Spencer Levine i Lori Mather-Welch | 21 d'agost de 2020      | 11 d'octubre de 2023 (en línia) |
| 74         | 22                   | «L'hora d'entrenar-se» «Time to Train»                       | Rob Burke i Ronan Burke | Jill Girling, Spencer Levine i Lori Mather-Welch | 21 d'agost de 2020      | 11 d'octubre de 2023 (en línia) |
| 75         | 23                   | «Avui no hi ha dansa» «No Dance Today»                       | Rob Burke i Ronan Burke | Jill Girling, Spencer Levine i Lori Mather-Welch | 21 d'agost de 2020      | 11 d'octubre de 2023 (en línia) |
| 76         | 24                   | «L'hora de la veritat» «This Is It»                          | Rob Burke i Ronan Burke | Jill Girling, Spencer Levine i Lori Mather-Welch | 21 d'agost de 2020      | 11 d'octubre de 2023 (en línia) |
| 77         | 25                   | «L'escollit» «The Chosen One»                                | Rob Burke i Ronan Burke | Jill Girling, Spencer Levine i Lori Mather-Welch | 21 d'agost de 2020      | 11 d'octubre de 2023 (en línia) |
| 78         | 26                   | «O ara o mai» «Make It or Break It»                          | Rob Burke i Ronan Burke | Jill Girling, Spencer Levine i Lori Mather-Welch | 21 d'agost de 2020      | 11 d'octubre de 2023 (en línia) |